# Ónod
Ónod là một thị trấn thuộc hạt Borsod-Abaúj-Zemplén, Hungary. Thị trấn này có diện tích 17,73 km², dân số năm 2010 là 2621 người, mật độ 148 người/km².